# Cotyledon velutina
Cotyledon velutina är en fetbladsväxtart som beskrevs av Joseph Dalton Hooker. Cotyledon velutina ingår i släktet Cotyledon och familjen fetbladsväxter. Inga underarter finns listade i Catalogue of Life.